# Davidson-Gletscher (Antarktika)
Der Davidson-Gletscher ist ein Gletscher an der Shackleton-Küste der antarktischen Ross Dependency. In der Holland Range fließt er in nördlicher Richtung entlang der Ostseite der Longstaff Peaks und mündet in das Ross-Schelfeis.
Der United States Geological Survey kartierte ihn anhand eigener Tellurometervermessungen zwischen 1961 und 1962 sowie Luftaufnahmen der United States Navy aus dem Jahr 1960. Das Advisory Committee on Antarctic Names benannte ihn 1966 Commander Edward Albert Davidson (1921–2011), Kommandant des Eisbrechers USS Edisto während der Operation Deep Freeze des Jahres 1963.